# グンタイアリ属
グンタイアリ属 (グンタイアリぞく、Eciton) は、アリ科の1属で、グンタイアリの中では代表的な属である。メキシコからアルゼンチンにかけて、中南米の熱帯域に分布する。
最もよく知られている種は、バーチェルグンタイアリ Eciton burchellii である。他にナミグンタイアリ(ハマタグンタイアリ) Eciton hamatum もよく知られる。これら2種は日中に地上で大規模な群れを作って餌を探すため、新世界のグンタイアリの中で最もよく見られ、研究されているアリである。

## 生態

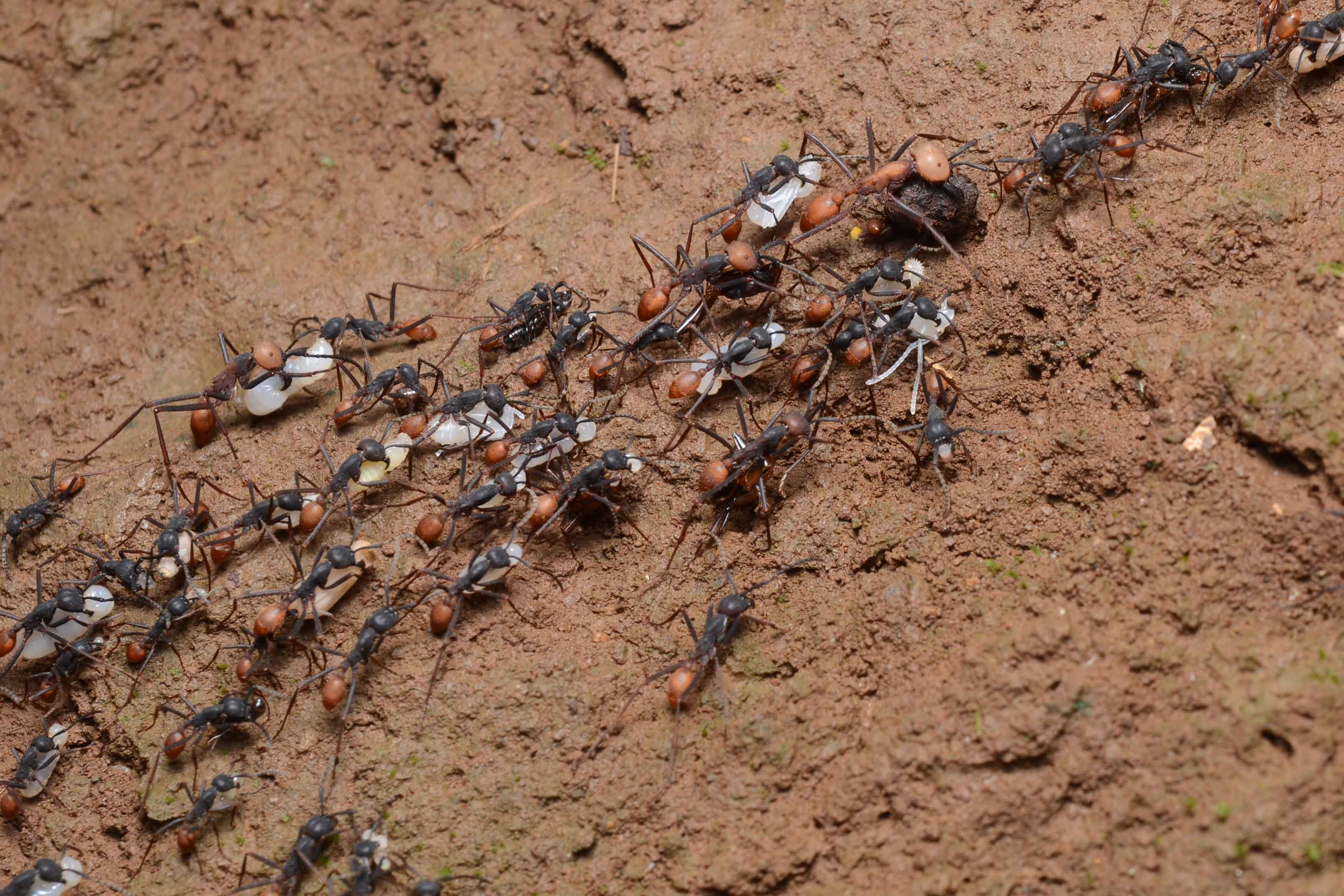
スズメバチの巣を襲撃するバーチェルグンタイアリ

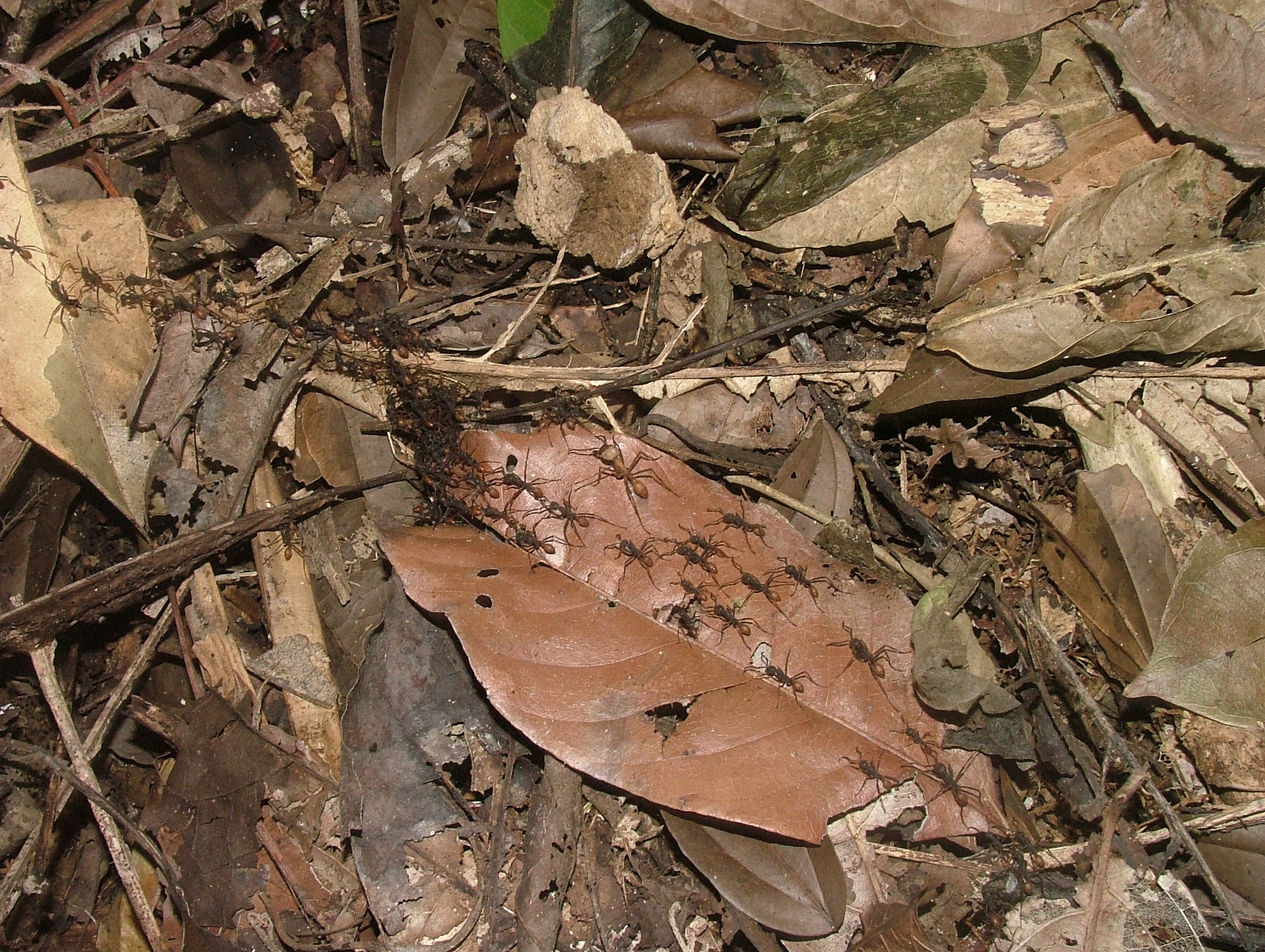
餌を探すバーチェルグンタイアリの群れ

放浪期間と静止期間を交互に繰り返す生活様式をとる。静止期間は約3週間続き、毎晩同じ場所に留まる。自分たちの体で巣を作り、中央で女王と卵を保護する。このような一時的な巣はビバークと呼ばれる。放浪期間にはコロニー全体をほぼ毎晩新しい場所に移動し、約2週間連続して移動する。この期間中、女王は卵を産まない。
静止期間に入ると、女王アリの体が大きく膨らみ、1週間足らずで8万個もの卵を産む。卵が成熟する間、群れる頻度と強度を低下させる。卵が孵化すると、幼虫の活動増加による興奮でコロニーは放浪期間に入る。コロニーははるかに激しく群れ、ほぼ毎晩群れて新しい場所へ移動する。2週間後、幼虫が蛹化し始める頃に、コロニーは再び静止期間に入り、サイクルが新たに始まる。
バーチェルグンタイアリとナミグンタイアリの群れは規則正しく激しく発生するため、多くの昆虫や鳥類がこれらのアリと複雑な関係を築いてきた。例えばメバエ科の Stylogaster 属はグンタイアリの行軍に現れ、雌はアリによって野外に追い出されたコオロギやゴキブリに卵を産み付ける。ヤドリバエ科も似たような行動をとる。アリに似た形をしたアリ擬態のハネカクシが群れとともに移動し、グンタイアリの活動によって傷つけられたり追い出されたりした昆虫を捕食する場合もあり、アリ擬態昆虫のほとんどは巣にいる幼虫である。これらの種はアリやその幼虫を模倣し、一生をグンタイアリのコロニーに隠れて過ごすこともある。カッコウ科、オニキバシリ亜科、フウキンチョウ科、アリドリ科などの鳥類が群れの近くで餌を食べる。約200種のアリドリのうち、約50種はアリから逃げる昆虫を捕食することに特化しており、この方法は食事の半分を補っている。これらの鳥の中には、毎朝グンタイアリのビバークを積極的に確認し、群れの最前線まで餌探しの跡をたどり、そこで同種間の優位関係に基づいて位置取りをする種もいる。群れには、1または2種の専門の鳥が最大25羽参加するが、最大30種の鳥が参加することもある。これらの鳥の糞だけをほぼ独占的に食べるセセリチョウ科の種もいる。

## 寄生虫
Eciton dulcium の顎から Trichocylliba crinita というイトダニ科の種が発見されている。

## 下位分類
- バーチェルグンタイアリ Eciton burchellii (Westwood, 1842)
- Eciton drepanophorum Smith, 1858
- Eciton dulcium Forel, 1912
- ナミグンタイアリ (ハマタグンタイアリ) Eciton hamatum (Fabricius, 1782)
- Eciton jansoni Forel, 1912
- Eciton lucanoides Emery, 1894
- Eciton mexicanum Roger, 1863
- Eciton quadriglume (Haliday, 1836)
- Eciton rapax Smith, 1855
- Eciton setigaster Borgmeier, 1953
- Eciton uncinatum Borgmeier, 1953
- Eciton vagans (Olivier, 1792)